# Plaid général
Les plaids généraux étaient, sous l'Ancien Régime, des réunions plénières de tous les officiers de justice royale d'une sénéchaussée, sous l'autorité du sénéchal, les justices seigneuriales devant leur faire obéissance.

## Définition et historique
Le plaid général (en latin, placitum generale) est à l'origine une institution mérovingienne : on l'appelait Champ de mars, puis à partir de 755, Champ de mai. Charlemagne a repris cette institution et l'a réorganisée : « Les comtes et marquis se comportaient sur leur territoire comme de véritables petits souverains. En réalité, ils constituaient les vassaux de l'empereur, qui était le propriétaire des terres. Afin de centraliser son pouvoir, Charlemagne réunissait des plaids généraux (en moyenne trois fois par an). Tous ceux qui comptaient dans l'Empire étaient conviés : marquis, comtes, évêques, abbés (supérieurs de monastère)... Dans ces réunions, on débattait de tous les problèmes de l'Empire, et on instaurait des lois. Les fonctionnaires de l'Empire les transcrivaient ensuite de façon ordonnée en divisant le texte en chapitres. Revêtus de la signature et du sceau de Charlemagne, ces chapitres, ou capitulaires étaient répandus dans les provinces pour y être appliqués ».
Les plaids généraux sont une audience solennelle d'une Cour de justice dans un bailliage ou sénéchaussée à laquelle initialement tous les chefs de famille étaient tenus d'assister. Progressivement, seuls les justiciables furent tenus de s'y rendre : par exemple à partir de 1420 en Bretagne, le duc Jean IV « dispense les seigneurs et leurs hommes de se rendre aux plaids généraux, à moins qu'ils ne fussent assignés par leurs parties adverses ». Les plaids généraux fournissent la possibilité à tous les manants, hommes et femmes, d'y exposer les griefs qu'ils peuvent avoir à l'encontre de qui que ce soit.
Les plaids généraux permettent aussi la lecture ou relecture des ordonnances émanant du Roi ou du Prince et de divers règlements seigneuriaux, procédure indispensable que cette remémoration orale des droits et obligations de chacun dans une société encore largement analphabète.
Existant dès le Moyen Âge, les plaids généraux se tiennent encore régulièrement partout dans le Royaume de France au XVIIIe siècle. Les jours de « tenues » de plaids généraux étaient dénommés « Grands Jours ».
Les représentants des justices seigneuriales et les seigneurs eux-mêmes avaient obligation d'assister aux plaids généraux. À l'origine le seigneur devait y mener tous ses vassaux, d'où le terme de « menées » donné, encore au XVIIIe siècle, à la séance consacrée à une justice seigneuriale donnée. Les délibérations prenant fréquemment du retard, chaque seigneurie avait son rang de menée jalousement gardé, chaque seigneur étant pressé d'obtenir son « congé aux plaids », c'est-à-dire l'autorisation de quitter l'audience. Cette permission s'appelait aussi la « mainlevée de la juridiction ».

## Exemples
- Dans la sénéchaussée commune au Huelgoat, Châteauneuf-du-Faou et Landeleau, des plaids généraux se tenaient au XVIIIe siècle deux fois par an : les « tenues » avaient lieu, l'une vers le mois de mai, l'autre vers le mois de novembre, mais ces dates n'avaient rien de fixe. En 1760 et en 1766, il n'y en eut qu'une ; à partir de 1780, il y en eut trois et même quatre en 1789. Ces « tenues » duraient chaque fois trois jours consécutifs, le mardi à Landeleau, le mercredi à Châteauneuf, le jeudi au Huelgoat. Des plaids généraux se tenaient aussi dans la même sénéchaussée une fois l'an à Saint-Herbot le jour de la foire qui s'y tenait le vendredi avant le dimanche de la Trinité au moins depuis 1643, mais probablement bien avant[6].

- Dans la sénéchaussée de Rennes, des plaids généraux se tiennent par exemple du 17 au 28 avril 1652[7].

- Les plaids généraux du présidial de Nantes se tiennent au XVIIIe siècle les lundis d'après les 20 novembre, 20 mars et 20 juin. Quand les lundis se trouvent le 20, les plaids commencent dès ce jour[8].

- Les plaids généraux d'Avançon, tenus le 9 novembre 1775 font l'objet d'une étude détaillée[9].